# Christian Finkler
Christian Finkler (* 1987 in Dillingen) ist ein deutscher Kommunalpolitiker (CDU). Er ist seit 2025 Bürgermeister von Dillingen.

## Leben
Christian Finkler wurde 1987 in Dillingen geboren. Sein Abitur legte er am TWG Dillingen ab. Anschließend studierte er Sonderpädagogik und erhielt einen Masterabschluss für das Lehramt an Förderschulen. 2019 wurde er zum Schulleiter der Erich-Kästner-Schule Lebach, einer Förderschule für den Förderschwerpunkt Lernen, ernannt. Seine Ernennung zum Förderschulrektor erfolgte 2021.
Politisch engagierte er sich in der Dillinger CDU und war vier Jahre Stadtverbandsvorsitzender der Jungen Union Dillingen. Später wurde er Vorsitzender der CDU Überm Berg. Er gehörte dem Dillinger Stadtrat seit 2014 an und ist dort stellvertretender CDU-Fraktionsvorsitzender. Die Dillinger CDU nominierte ihn im März 2023 als ihren Kandidaten für die Bürgermeisterwahl Mitte 2024. Bürgermeister Franz-Josef Berg, der ebenfalls der CDU angehört, trat aus Altersgründen nicht mehr an.
Bei den Kommunalwahlen im Saarland 2024 setzte sich Christian Finkler mit 51,81 Prozent der Stimmen im 1. Wahlgang gegen Gerrit Müller (SPD) mit 21,47 Prozent, Einzelbewerber Thorsten Ewen mit 21,32 Prozent und Helge Lorenz (FDP) mit 5,4 Prozent durch.
Am 20. Dezember 2024 erhielt er seine Ernennungsurkunde. Sein Amt trat er am 1. Januar 2025 an.

## Privatleben
Christian Finkler ist verheiratet und Vater von zwei Kindern.